# Среднеевропейская лига (волейбол)
Среднеевропейская лига (Midle European League — MEL) — ежегодный волейбольный турнир клубных команд стран-членов Среднеевропейской волейбольной зональной ассоциации (Midle European Volleyball Zonal Association — MEVZA) ЕКВ. Проводится с сезона 2005/06 среди мужчин и женщин. До 2014 — чемпионат MEVZA.

## Формула соревнований
В разные годы в соревнованиях принимали участие сильнейшие (по итогам национальных чемпионатов) команды Австрии, Венгрии, Словакии, Словении, Хорватии и Чехии. Представительство от каждой страны — от одной до четырёх команд. До 2014 участники турнира как правило освобождались от выступлений на предварительных этапах национальных чемпионатов. В сезоне 2019/2020 в соревнованиях также участвовали команды Боснии и Герцеговины, а в 2022/23 — украинский «Прометей».
Чемпионат проводится в два этапа — предварительный и плей-офф. На предварительной стадии команды играют в два или один круг с разъездами. По её итогам лучшие команды выходят в плей-офф и в формате Финала четырёх (два полуфинала и два финала — за 1-е и 3-е места) или сериями матчей определяют призёров.
За победу со счётом 3:0 и 3:1 команды получают 3 очка, 3:2 — 2 очка, за поражение со счётом 2:3 — 1 очко, 0:3 и 1:3 — 0 очков.

## Чемпионат MEVZA 2012/13
В чемпионате 2012/13 принимали участие 8 мужских и 9 женских команд.
Участники
| Мужчины                          | Женщины                     |
| -------------------------------- | --------------------------- |
| «Хипо Тироль» (Инсбрук)          | СВС «Пост» (Швехат)         |
| «Посойильница» (Блайбург)        | «Линц-Стег» (Линц)          |
| ФИНО (Капошвар)                  | ТЕВА (Гёдёллё)              |
| «Хемес» (Гуменне)                | «Славия» (Братислава)       |
| «Братислава»                     | «Допрастав» (Братислава)    |
| «АКХ Воллей» (Любляна)           | «Кальцит» (Камник)          |
| «Кальцит» (Камник)               | «Нова-КБМ-Браник» (Марибор) |
| «Младост-Марина» (Каштел Лукшич) | «Риека»                     |
|                                  | «Сплит-1700»                |

В мужском турнире на предварительной стадии 8 команд провели двухкруговой турнир. По его итогам лучшие 4 команды вышли в «финал четырёх» и разыграли награды первенства. Чемпионский титул выиграл «АКХ Воллей», победивший в финале «Посойильницу» 3:1. 3-е место занял «Хипо Тироль». Финальный турнир проходил 9-10 марта 2013 в Братиславе (Словакия).
В женском турнире на предварительной стадии 9 команд провели двухкруговой турнир, по итогам которого 4 команды вышли в финальный турнир и в формате «финала четырёх» определили призёров розыгрыша. Победителем во 2-й раз подряд стал «Нова-КБМ-Браник», обыгравший в финале СВС «Пост» 3:0. 3-е место занял «Кальцит». 9-10 марта 2013 в Мариборе (Словения).

## Чемпионат MEVZA 2013/14
В чемпионате 2013/14 принимали участие 7 мужских и 8 женских команд.
Участники
| Мужчины                      | Женщины                     |
| ---------------------------- | --------------------------- |
| «Посойильница» (Блайбург)    | СВС «Пост» (Швехат)         |
| «Нидеростеррайх» (Амштеттен) | «Линц-Стег» (Линц)          |
| ФИНО (Капошвар)              | «Вашаш-Обуда» (Будапешт)    |
| «Кечкемет»                   | ТЕВА (Гёдёллё)              |
| «Хемес» (Гуменне)            | «Славия» (Братислава)       |
| «Братислава»                 | «Допрастав» (Братислава)    |
| «АКХ Воллей» (Любляна)       | «Кальцит» (Камник)          |
|                              | «Нова-КБМ-Браник» (Марибор) |

В мужском турнире на предварительной стадии 7 команд провели двухкруговой турнир. По его итогам лучшие 4 команды вышли в «финал четырёх» и разыграли награды первенства. Чемпионский титул во 2-й раз подряд выиграл «АКХ Воллей», победивший в финале «Посойильницу» 3:0. 3-е место занял «Хемес». Финальный турнир проходил 11-12 марта 2014 в Блайбурге (Австрия).
В женском турнире на предварительном этапе 8 команд провели двухкруговой турнир, по итогам которого 4 команды вышли в финальный турнир и в формате «финала четырёх» определили призёров розыгрыша. Победителем стал «Кальцит», обыгравший в финале команду «Нова-КБМ-Браник» 3:0. 3-е место занял «Допрастав». Финальный турнир проходил 7-8 марта 2013 в Мариборе (Словения).

## Среднеевропейская лига 2014/15
В турнире Среднеевропейской лиги 2014/15 принимали участие 7 мужских и 4 женские команды.
Участники
| Мужчины                           | Женщины                           |
| --------------------------------- | --------------------------------- |
| «Хипо Тироль» (Инсбрук)           | СВС «Пост» (Швехат)               |
| «Посойильница» (Блайбург)         | «Шпаркассе-Вилдкатс» (Клагенфурт) |
| «Спартак» (Миява)                 | «Нова-КБМ-Браник» (Марибор)       |
| «АКХ Воллей» (Любляна)            | «Кальцит» (Камник)                |
| «Панвита-Помград» (Мурска-Собота) |                                   |
| «Младост-Марина» (Каштел Лукшич)  |                                   |
| «Центрометал» (Неделище)          |                                   |

В мужском турнире на предварительной стадии 4 команды провели однокруговой турнир в Неделище (Хорватия). Победитель («Спартак») вышел в «финал четырёх», где к нему присоединились финалисты предыдущего розыгрыша («АКХ Воллей» и «Посойильница») и чемпион Австрии «Хипо Тироль». Образовавшаяся четвёрка разыграла награды Лиги. Чемпионский титул выиграл «Хипо Тироль», победивший в финале «Посойильницу» 3:0. 3-е место занял «АКХ Воллей». Финальный турнир проходил 14-15 марта 2015 в Блайбурге (Австрия).
В женском турнире на предварительном этапе 4 команды провели двухкруговой турнир. По его итогам все команды были распределены на полуфинальные пары плей-офф, победители которых в финале определили победителя Лиги, а проигравшие — бронзового призёра. Серии матчей плей-офф состояли из двух матчей. Победителем выходила команда, набравшая по итогам серии большее количество очков. В случае равенства очков назначался дополнительный сет. Чемпионский титул выиграл «Нова-КБМ-Браник», обыгравший в финале «Кальцит» 2:3 и 3:0. 3-е место занял «Шпаркассе-Вилдкатс». 

## Среднеевропейская лига 2015/16
В турнире Среднеевропейской лиги 2015/16 принимали участие по 9 мужских и женских команд.
Участники
| Мужчины                           | Женщины                     |
| --------------------------------- | --------------------------- |
| «Хипо Тироль» (Инсбрук)           | СВС «Пост» (Швехат)         |
| «Посойильница» (Блайбург)         | «Линамар» (Бекешчаба)       |
| «Нидеростеррайх» (Амштеттен)      | «Вашаш-Обуда» (Будапешт)    |
| «Спартак» (Миява)                 | «Фатум» (Ньиредьхаза)       |
| «АКХ Воллей» (Любляна)            | «Кальцит» (Любляна)         |
| «Кальцит» (Камник)                | «Нова-КБМ-Браник» (Марибор) |
| «Панвита-Помград» (Мурска-Собота) | ТЕВА (Гёдёллё)              |
| «Младост-Марина» (Каштел Лукшич)  | «Пореч»                     |
| «Младост» (Загреб)                | «Младост» (Загреб)          |

В мужском турнире на предварительной стадии 9 команд провели однокруговой турнир. По его итогам лучшие 4 команды вышли в «финал четырёх» и разыграли награды первенства. Чемпионский титул в 7-й раз выиграл «АКХ Воллей», победивший в финале «Хипо Тироль» 3:1. 3-е место занял «Кальцит». Финальный турнир проходил 11-12 марта 2016 в Любляне (Словения).
Женский турнир прошёл по такой же схеме, что и мужской. Победителем стал во 2-й раз в своей истории стал «Кальцит», обыгравший в финале команду «Линамар» 3:0. 3-е место занял «Вашаш-Обуда». Финальный турнир проходил 11-12 марта 2016 в Мариборе (Словения).

## Среднеевропейская лига 2016/17
В турнире Среднеевропейской лиги 2016/17 принимали участие по 9 мужских и женских команд.
Участники
| Мужчины                           | Женщины                              |
| --------------------------------- | ------------------------------------ |
| «Хипо Тироль» (Инсбрук)           | «Нидеростеррайх-Сокол-Пост» (Швехат) |
| «Посойильница» (Блайбург)         | «Линамар» (Бекешчаба)                |
| «Ведьеш» (Казинцбарцика)          | «Вашаш-Обуда» (Будапешт)             |
| «Быстрица» (Нитра)                | БВК (Братислава)                     |
| «Спартак» (Миява)                 | «Славия» (Братислава)                |
| «АКХ Воллей» (Любляна)            | «Кальцит» (Любляна)                  |
| «Кальцит» (Камник)                | «Нова-КБМ-Браник» (Марибор)          |
| «Младост» (Загреб)                | «Младост» (Загреб)                   |
| «Младост-Каштела» (Каштел Лукшич) | «Оломоуц»                            |

И в мужском и в женском чемпионатах на предварительной стадии по 9 команд играли в один круг. «Финалы четырёх» в обоих турнирах турнирах прошли 11-12 марта 2017 в Загребе (Хорватия) с участием команд организаторов финалов и трёх призёров предварительной стадии. У мужчин чемпионский титул в 8-й раз выиграл словенский «АКХ Воллей», победивший в финале австрийский «Хипо Тироль» 3:2. 3-е место заняла словацкая «Быстрица». У женщин чемпионом стал венгерский «Линамар», обыгравший в финале «Кальцит» из Словении 3:1. 3-е место занял «Нова-КБМ-Браник» (Словения).

## Среднеевропейская лига 2017/18
В турнире Среднеевропейской лиги 2017/18 принимали участие 11 мужских и 10 женских команд.
Участники
| Мужчины                                      | Женщины                              |
| -------------------------------------------- | ------------------------------------ |
| «Посойильница» (Блайбург)                    | «Нидеростеррайх-Сокол-Пост» (Швехат) |
| «Райффайзен-Вальдвертель» (Цветтль-на-Родле) | «Линамар» (Бекешчаба)                |
| «Ведьеш» (Казинцбарцика)                     | «Фатум» (Ньиредьхаза)                |
| «Быстрина» (Нитра)                           | «Вашаш-Обуда» (Будапешт)             |
| «Кошице»                                     | «Страбаг» (Братислава)               |
| «Спартак» (Миява)                            | «Славия» (Братислава)                |
| «АКХ Воллей» (Любляна)                       | «Нова-КБМ-Браник» (Марибор)          |
| «Кальцит» (Камник)                           | «Кальцит» (Любляна)                  |
| «Триглав-Крань» (Крань)                      | «Младост» (Загреб)                   |
| «Младост» (Загреб)                           | «Оломоуц»                            |
| «Младост-Каштела» (Каштел Лукшич)            |                                      |

И в мужском и в женском чемпионатах на предварительной стадии команды играли в один круг. «Финал четырёх» в мужском турнире прошёл 9-10 марта 2018 в Блайбурге (Австрия). Чемпионский титул выиграла австрийская «Посойильница», победившая в финале словенский «Кальцит» 3:1. 3-е место занял «АКХ Воллей» (Словения).
Женский «финал четырёх» был проведён 10-11 марта 2018 в Бекешчабе (Венгрия). Во 2-й раз подряд чемпионом стал венгерский «Линаиар», обыгравший в финале чешский «Оломоуц» 3:2. 3-е место занял «Нова-КБМ-Браник» (Словения).

## Среднеевропейская лига 2018/19
В турнире Среднеевропейской лиги 2018/19 принимали участие 6 мужских и 7 женских команд.
Участники
| Мужчины                                      | Женщины                     |
| -------------------------------------------- | --------------------------- |
| «Посойильница» (Блайбург)                    | «Светельски» (Бекешчаба)    |
| «Райффайзен-Вальдвертель» (Цветтль-на-Родле) | «Страбаг» (Братислава)      |
| «Ведьеш» (Казинцбарцика)                     | «Славия» (Братислава)       |
| «АКХ Воллей» (Любляна)                       | «Нова-КБМ-Браник» (Марибор) |
| «Кальцит» (Камник)                           | «Кальцит» (Любляна)         |
| «Младост» (Загреб)                           | «Младост» (Загреб)          |
|                                              | «Оломоуц»                   |

В мужском чемпионате на предварительной стадии команды играли в два круга, в женском — в один круг. «Финал четырёх» в мужском турнире прошёл 15-16 марта 2019 в Блайбурге (Австрия). Чемпионский титул выиграл словенский «АКХ Воллей», победивший в финале австрийскую «Посойильницу» 3:0. 3-е место занял «Кальцит» (Словения).
В женском турнире первенство было разыграно в финальном матче, который прошёл 9 марта 2019 в Оломоуце (Чехия) и в котором приняли участие две лучшие команды по итогам предварительной стадии. Чемпионский титул выиграл чешский «Оломоуц», победивший словенский «Нова-КБМ-Браник» 3:1. 3-е место занял «Светельски» (Венгрия).

## Среднеевропейская лига 2019/20
В турнире Среднеевропейской лиги 2019/20 принимали участие 8 мужских и 7 женских команд.
Участники
| Мужчины                                      | Женщины                        |
| -------------------------------------------- | ------------------------------ |
| «Задруга» (Блайбург)                         | «Бимал-Единство» (Брчко)       |
| «Райффайзен-Вальдвертель» (Цветтль-на-Родле) | «Баня-Лука Воллей» (Баня-Лука) |
| «Младост» (Брчко)                            | «Нова-КБМ-Браник» (Марибор)    |
| «АКХ Воллей» (Любляна)                       | «Кальцит» (Камник)             |
| «Кальцит» (Камник)                           | «ГЕН-И Воллей» (Нова-Горица)   |
| «Марибор»                                    | «Младост» (Загреб)             |
| «Младост» (Загреб)                           | «Каштела» (Каштел Стари)       |
| «Младост-Рибола-Каштела» (Каштел Лукшич)     |                                |

Мужской и женский чемпионаты прошли по одинаковой формуле — двухкруговой предварительный этап и финальный этап в формате «финала четырёх». 
В мужском турнире «финал четырёх» прошёл 4-5 марта 2020 в Цветтле-на-Родле (Австрия). Чемпионский титул во 2-й раз подряд выиграл словенский «АКХ Воллей», победивший в финале хорватский «Младост» 3:0. 3-е место занял «Райффайзен-Вальдвертель» (Австрия).
«Финал четырёх» женского турнира прошёл 8-9 февраля 2020 в Нова-Горице (Словения). Чемпионский титул выиграл словенский «Кальцит», победивший в финале также словенский «Нова-КБМ-Браник» 3:2. 3-е место занял «Бимал-Единство» (Босния и Герцеговина). 

## Среднеевропейская лига 2020/21
В турнире Среднеевропейской лиги 2020/21 принимали участие 7 мужских команд. Женский турнир был отменён.
Участники
| Мужчины                                            |
| -------------------------------------------------- |
| «Задруга-Айх/Доб» (Блайбург)                       |
| «Унион-Райффайзен-Вальдвертель» (Цветтль-на-Родле) |
| «Холдинг» (Грац)                                   |
| «АКХ Воллей» (Любляна)                             |
| «Кальцит» (Камник)                                 |
| «Меркур» (Марибор)                                 |
| «Младост» (Загреб)                                 |

Чемпионат состоял из двухкругового предварительного этапа и финального в формате «финала четырёх». 
«Финал четырёх» прошёл 27-28 февраля 2021 в Мариборе (Словения). Чемпионский титул в 3-й раз подряд выиграл словенский «АКХ Воллей», победивший в финале словенский «Меркур» 3:1. 3-е место занял «Кальцит» (Словения).

## Среднеевропейская лига 2021/22
В турнире Среднеевропейской лиги 2021/22 принимали участие 9 мужских и 6 женских команд.
Участники
| Мужчины                                      | Женщины                              |
| -------------------------------------------- | ------------------------------------ |
| «Холдинг» (Грац)                             | «Нидеростеррайх-Сокол-Пост» (Швехат) |
| «Задруга Айх-Доб» (Блайбург)                 | «Вашаш-Обуда» (Будапешт)             |
| «Райффайзен-Вальдвертель» (Цветтль-на-Родле) | «Кальцит» (Камник)                   |
| «Спартак» (Миява)                            | «Нова-КБМ-Браник» (Марибор)          |
| ВКП (Братислава)                             | «Младост» (Загреб)                   |
| «Меркур» (Марибор)                           | «Марина-Каштела» (Каштел Гомилица)   |
| «АКХ Воллей» (Любляна)                       |                                      |
| «Кальцит» (Камник)                           |                                      |
| «Младост» (Загреб)                           |                                      |

Мужской и женский чемпионаты прошли по одинаковой формуле — двухкруговой предварительный этап и финальный этап в формате «финала четырёх» (с участием трёх лучших команд предварительной стадии и хозяина финального этапа). 
В мужском турнире «финал четырёх» прошёл 19-20 февраля 2022 в Блайбурге (Австрия). Чемпионский титул в 4-й раз подряд выиграл словенский «АКХ Воллей», победивший в финале хорватский «Младост» 3:1. 3-е место заняла «Задруга Айх-Доб» (Австрия).
«Финал четырёх» женского турнира прошёл 23-24 февраля 2022 в Вене (Австрия). Чемпионский титул выиграла венгерская команда «Вашаш-Обуда», победившая в финале словенский «Кальцит» 3:0. 3-е место занял «Нова-КБМ-Браник» (Словения).

## Среднеевропейская лига 2022/23
В турнире Среднеевропейской лиги 2022/23 принимали участие 11 мужских и 7 женских команд.
Участники
| Мужчины                                      | Женщины                            |
| -------------------------------------------- | ---------------------------------- |
| «Задруга Айх-Доб» (Блайбург)«Холдинг» (Грац) | «Стилволлейс Линц-Штег» (Линц)     |
| «Райффайзен-Вальдвертель» (Цветтль-на-Родле) | «Светельски-Бекешчаба» (Бекешчаба) |
| «Нидеростеррайх» (Амштеттен)                 | «Кальцит» (Камник)                 |
| «Рикер» (Комарно)                            | «Нова-КБМ-Браник» (Марибор)        |
| «Спартак» (Миява)                            | «Прометей» (Каменское)             |
| «АКХ Воллей» (Любляна)                       | «Младост» (Загреб)                 |
| «Кальцит» (Камник)                           | «Марина-Каштела» (Каштел Гомилица) |
| «Меркур» (Марибор)                           |                                    |
| «Мурса» (Осиек)                              |                                    |
| «Младост» (Загреб)                           |                                    |
| «Рибола-Каштела» (Каштела)                   |                                    |

Мужской и женский чемпионаты прошли по одинаковой формуле — однокруговой предварительный этап и плей-офф (4 команды). Плей-офф состоял из двухматчевых полуфинальных серий (с «золотым» сетом при равенстве побед и очков) и одного финального матча.
Финалы мужского и женского турнира прошли 17 марта 2023 года в Камнике (Словения). В мужском финале словенский «АКХ Воллей» победил соотечественников из команды «Кальцит» 3:1. В женском финале венгерский «Светельски-Бекешчаба» победил словенский «Кальцит» 3:0.

## Среднеевропейская лига 2023/24
В турнире Среднеевропейской лиги 2023/24 принимали участие 10 мужских и 6 женских команд.
Участники
| Мужчины                      | Женщины                            |
| ---------------------------- | ---------------------------------- |
| «Задруга Айх-Доб» (Блайбург) | «Стилволлейс Линц-Штег» (Линц)     |
| «Нидеростеррайх» (Амштеттен) | «Светельски-Бекешчаба» (Бекешчаба) |
| «МАВ-Элёре» (Секешфехервар)  | «Кальцит» (Камник)                 |
| «Рикер» (Комарно)            | «Нова-КБМ-Браник» (Марибор)        |
| «Спартак» (Миява)            | «Младост» (Загреб)                 |
| «Кальцит» (Камник)           | «Динамо» (Загреб)                  |
| «Марибор»                    |                                    |
| «Младост» (Загреб)           |                                    |
| «Мурса» (Осиек)              |                                    |
| «Рибола-Каштела» (Каштела)   |                                    |

Мужской и женский чемпионаты прошли по одинаковой формуле — однокруговой предварительный этап и финал четырёх. 
В мужском турнире «финал четырёх» прошёл 16-17 марта 2024 в Блайбурге (Австрия). Чемпионский титул выиграл словенский «Кальцит», победивший в финале словенский «Марибор» 3:1. 3-е место заняла «Задруга Айх-Доб» (Австрия).
«Финал четырёх» женского турнира прошёл 2-3 марта 2024 в Мариборе (Словения). Чемпионский титул выиграла словенская команда «Кальцит», победившая в финале хорватский «Младост» 3:2. 3-е место занял «Нова-КБМ-Браник» (Словения).

## Среднеевропейская лига 2024/25
В турнире Среднеевропейской лиги 2024/25 принимали участие 6 мужских и 6 женских команд.
Участники
| Мужчины                      | Женщины                            |
| ---------------------------- | ---------------------------------- |
| «Задруга Айх-Доб» (Блайбург) | «Кальцит» (Камник)                 |
| «Спартак» (Миява)            | «Браник» (Марибор)                 |
| «АКХ Воллей» (Любляна)       | «ГЕН-И Воллей» (Нова-Горица)       |
| «Марибор»                    | «Младост» (Загреб)                 |
| «Младост» (Загреб)           | «Динамо» (Загреб)                  |
| «Мурса» (Осиек)              | «Марина Каштела» (Каштел Гомилица) |

Мужской и женский чемпионаты прошли по одинаковой формуле — однокруговой предварительный этап и финал четырёх. 
«Финалы четырёх» среди мужчин и женщин прошли 5-6 марта 2025 в Загребе (Хорватия). 
Чемпионский титул у мужчин выиграл словенский «АКХ Воллей», победивший в финале хорватский «Младост» 3:0. 3-е место занял «Марибор» (Словения).
Чемпионский титул у женщин выиграл хорватский «Младост», победивший в финале словенский «Кальцит» 3:2. 3-е место заняло «Динамо» (Хорватия).

## Призёры

### Мужчины
| Сезон   | 1-е место                   | 2-е место                   | 3-е место                                  |
| ------- | --------------------------- | --------------------------- | ------------------------------------------ |
| 2005/06 | «ХотВоллейс» Вена           | «Хипо Тироль» Инсбрук       | «Аутокоммерс» Блед                         |
| 2006/07 | «Аутокоммерс» Блед          | «ХотВоллейс» Вена           | «Комета» Капошвар                          |
| 2007/08 | «АКХ Воллей Блед» Радовлица | «Хипо Тироль» Инсбрук       | «ХотВоллейс» Вена                          |
| 2008/09 | «Хипо Тироль» Инсбрук       | «АКХ Воллей Блед» Радовлица | «ХотВоллейс» Вена                          |
| 2009/10 | «АК Воллей Блед» Радовлица  | «ХотВоллейс» Вена           | «Младост» Загреб                           |
| 2010/11 | «АКХ Воллей Блед» Радовлица | «Хипо Тироль» Инсбрук       | «Посойильница» Блайбург                    |
| 2011/12 | «Хипо Тироль» Инсбрук       | «АКХ Воллей» Любляна        | «Младост Марина» Каштела                   |
| 2012/13 | «АКХ Воллей» Любляна        | «Посойильница» Блайбург     | «Хипо Тироль» Инсбрук                      |
| 2013/14 | «АКХ Воллей» Любляна        | «Посойильница» Блайбург     | «Хемес» Гуменне                            |
| 2014/15 | «Хипо Тироль» Инсбрук       | «Посойильница» Блайбург     | «АКХ Воллей» Любляна                       |
| 2015/16 | «АКХ Воллей» Любляна        | «Хипо Тироль» Инсбрук       | «Кальцит» Камник                           |
| 2016/17 | «АКХ Воллей» Любляна        | «Хипо Тироль» Инсбрук       | «Быстрина» Нитра                           |
| 2017/18 | «Посойильница» Блайбург     | «Кальцит» Камник            | «АКХ Воллей» Любляна                       |
| 2018/19 | «АКХ Воллей» Любляна        | «Посойильница» Блайбург     | «Кальцит» Камник                           |
| 2019/20 | «АКХ Воллей» Любляна        | «Младост» Загреб            | «Райффайзен-Вальдвертель» Цветтль-на-Родле |
| 2020/21 | «АКХ Воллей» Любляна        | «Меркур» Марибор            | «Кальцит» Камник                           |
| 2021/22 | «АКХ Воллей» Любляна        | «Младост» Загреб            | «Задруга Айх-Доб» Блайбург                 |
| 2022/23 | «АКХ Воллей» Любляна        | «Кальцит» Камник            |                                            |
| 2023/24 | «Кальцит» Камник            | «Марибор»                   | «Задруга Айх-Доб» Блайбург                 |
| 2024/25 | «АКХ Воллей» Любляна        | «Младост» Загреб            | «Марибор»                                  |

### Женщины
| Сезон   | 1-е место                        | 2-е место                 | 3-е место                       |
| ------- | -------------------------------- | ------------------------- | ------------------------------- |
| 2005/06 | «Сеница»                         | «Славия» Братислава       | СВС «Пост» Швехат               |
| 2006/07 | «Сеница»                         | ХИТ «Нова-Горица»         | СВС «Пост» Швехат               |
| 2007/08 | ХИТ «Нова-Горица»                | СВС «Пост» Швехат         | «Нова-КБМ-Браник» Марибор       |
| 2008/09 | «Риека»                          | СВС «Пост» Швехат         | ХИТ «Нова-Горица»               |
| 2009/10 | «Нова-КБМ-Браник» Марибор        | «Сплит-1700» Сплит        | «Риека»                         |
| 2010/11 | «Модржанска» Простеёв            | СВС «Пост» Швехат         | «Допрастав» Братислава          |
| 2011/12 | «Нова-КБМ-Браник» Марибор        | СВС «Пост» Швехат         | «Славия» Братислава             |
| 2012/13 | «Нова-КБМ-Браник» Марибор        | СВС «Пост» Швехат         | «Кальцит» Камник                |
| 2013/14 | «Кальцит» Камник                 | «Нова-КБМ-Браник» Марибор | «Допрастав» Братислава          |
| 2014/15 | «Нова-КБМ-Браник» Марибор        | «Кальцит» Камник          | «Шпаркассе-Вилдкатс» Клагенфурт |
| 2015/16 | «Кальцит» Любляна                | «Линамар» Бекешчаба       | «Вашаш-Обуда» Будапешт          |
| 2016/17 | «Линамар» Бекешчаба              | «Кальцит» Любляна         | «Нова-КБМ-Браник» Марибор       |
| 2017/18 | «Линамар» Бекешчаба              | «Оломоуц»                 | «Нова-КБМ-Браник» Марибор       |
| 2018/19 | «Оломоуц»                        | «Нова-КБМ-Браник» Марибор | «Светельски» Бекешчаба          |
| 2019/20 | «Кальцит» Камник                 | «Нова-КБМ-Браник» Марибор | «Бимал-Единство» Брчко          |
| 2021/22 | «Вашаш-Обуда» Будапешт           | «Кальцит» Камник          | «Нова-КБМ-Браник» Марибор       |
| 2022/23 | «Светельски-Бекешчаба» Бекешчаба | «Кальцит» Камник          |                                 |
| 2023/24 | «Кальцит» Камник                 | «Младост» Загреб          | «Нова-КБМ-Браник» Марибор       |
| 2024/25 | «Младост» Загреб                 | «Кальцит» Камник          | «Динамо» Загреб                 |

## Титулы

#### Мужчины
| Клуб                    | Победы |
| ----------------------- | ------ |
| «АКХ Воллей» Любляна    | 14     |
| «Хипо Тироль» Инсбрук   | 3      |
| «ХотВоллейс» Вена       | 1      |
| «Посойильница» Блайбург | 1      |
| «Кальцит» Камник        | 1      |

### Женщины
| Клуб                             | Победы |
| -------------------------------- | ------ |
| «Нова-КБМ-Браник» Марибор        | 4      |
| «Кальцит» Камник                 | 4      |
| «Линамар»/«Светельски» Бекешчаба | 3      |
| «Сеница»                         | 2      |
| ХИТ «Нова-Горица»                | 1      |
| «Модржанска» Простеёв            | 1      |
| «Риека»                          | 1      |
| «Оломоуц»                        | 1      |
| «Вашаш-Обуда» Будапешт           | 1      |
| «Младост» Загреб                 | 1      |